# Plus i minus
Plus ({\displaystyle +}) i minus ({\displaystyle -}) – oznaczenia matematyczne stosowane do wyróżniania operacji dodawania i odejmowania.

## Historia
Specjalne znaki oznaczające dodawanie i odejmowanie liczb u starożytnych Egipcjan po raz pierwszy pojawiły się w papirusie Rhinda – plus symbolizowany był przez nogi tworzące wraz z podłożem trójkąt ze stopami skierowanymi w lewo, minus – stopami skierowanymi w prawo.
Hindusi używali oznaczenia polegającego na dopisaniu krzyżyka obok liczby, w celu oznaczenia liczb ujemnych (np. w manuskrypcie Bakhshali z około 1000 roku). W pracach innych hinduskich matematyków wartość ujemna reprezentowana jest przez kropkę, lub kółko umieszczane pod liczbą.
W dziele Mikołaja z Oresme (1323–1382) Algorismus proportionum (1356), pojawia się „prawie znak” dodawania – pisane pochylonym pismem, jednym pociągnięciem łacińskie słówko et (oznaczające i) pojawia się w późniejszym (ale jeszcze XIV-wiecznym) egzemplarzu manuskryptu i jest skróconym sposobem zapisu dodawania:
Primi numeri sesquiterti sunt 4 et 3, et primi numeri sev termini sesquialtere sunt 3 et 2
Symbole {\displaystyle +} i {\displaystyle -} po raz pierwszy pojawiają się w dziele Mercantile Arithmetic or Behende und hüpsche Rechenung auff allen Kauffmanschafft, autorstwa Johannesa Widmanna, wydanym w Lipsku w 1489 roku. Jest to podręcznik z zakresu ekonomii.
4 centner + 5 pfund, 5 centner − 17 pfund
Oznacza odpowiednio 4 cetnary i 5 funtów, oraz 5 cetnarów bez 17 funtów.
Najprawdopodobniej pierwszym podręcznikiem stricte matematycznym zawierającym oznaczenia {\displaystyle +} i {\displaystyle -} jest Een sonderlinghe boeck in dye edel conste Arithmetica Giela Vander Hoecke (1514), choć niektórzy historycy (np. David Smith w History of Modern Mathematics) podają pozycję Ayn new Kunstlich Buech Henricusa Grammateus (1518).
Do powszechnego użycia w tym okresie symbole te weszły tylko w Wielkiej Brytanii, dzięki pracy The Whetstone of Black Roberta Recorde (1557). Symboli tych często używano do oznaczania stopnia załadowania różnych kontenerów.
Symbol „plus lub minus” ± został wprowadzony przez Williama Oughtreda w Clever Mathematicae.
Żydzi mają własną alternatywę na znak plus: jest nim znak ﬩. Wprowadzono go prawdopodobnie w XIX wieku, ponieważ zwykły znak dodawania kojarzył się Żydom z chrześcijańskim krzyżem. System ten został przyjęty przez izraelskie szkoły w latach 40. XX wieku i nadal bywa stosowany, zwłaszcza w szkołach podstawowych, rzadziej w średnich.

## Kody znaków
| Znak | Unikod | Kod HTML                         | Nazwa unikodowa | Nazwa polska  |
| ---- | ------ | -------------------------------- | --------------- | ------------- |
| +    | U+002B | &#x2B; lub &#43;                 | PLUS SIGN       | plus          |
| −    | U+2212 | &minus; lub &#x2212; lub &#8722; | MINUS SIGN      | minus         |
| -    | U+002D | &#x2D; lub &#45;                 | HYPHEN-MINUS    | łącznik-minus |

Typograficznie znak plusa i minusa ma tę samą szerokość i położenie, co szereg innych operatorów matematycznych, jak np. znak równości (=).
Znak łącznik-minus pełni funkcję dywizu oraz znaku minusa. Jest krótszy oraz niżej położony niż znak minusa. Jest on głównie używany jako znak minusa, gdyż jest bezpośrednio dostępny z klawiatury.
Znaki podobne do znaków plus i minus:
| Znak | Unikod | Kod HTML              | Nazwa unikodowa        | Nazwa polska          |
| ---- | ------ | --------------------- | ---------------------- | --------------------- |
| ﹢   | U+FE62 | &#xFE62; lub &#65122; | SMALL PLUS SIGN        | mały plus             |
| ＋   | U+FF0B | &#xFF0B; lub &#65291; | FULLWIDTH PLUS SIGN    | szeroki plus          |
| ﹣   | U+FE63 | &#xFE63; lub &#65123; | SMALL HYPHEN-MINUS     | mały łącznik-minus    |
| －   | U+FF0D | &#xFF0D; lub &#65293; | FULLWIDTH HYPHEN-MINUS | szeroki łącznik-minus |
| ⁒    | U+2052 | &#x2052; lub &#8274;  | COMMERCIAL MINUS SIGN  | handlowy minus        |

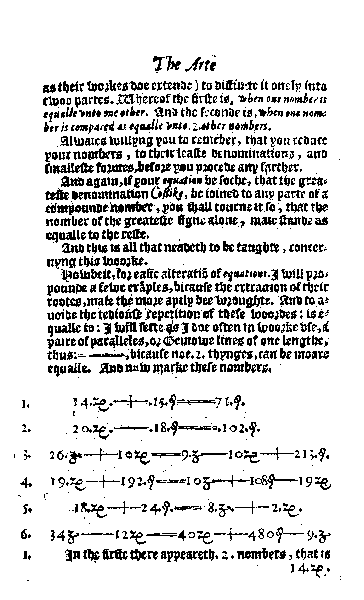
The Whetstone of Witte
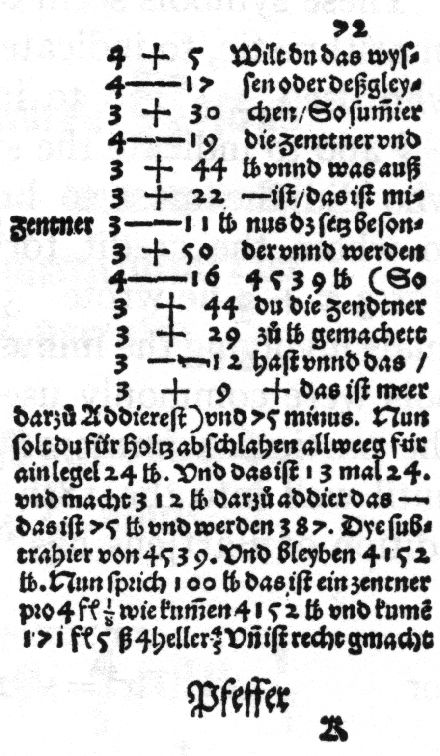
Strona z Mercantile Arithmetic or Behende und hüpsche Rechenung auff allen Kauffmanschafft zawierająca symbole + i −